# Kingsley Ben-Adir
Kingsley Ben-Adir (Londres, 28 de febrero de 1986) es un actor británico. Ha actuado en varias obras de teatro en Londres. Interpretó al patólogo Marcus Summer en el drama detectivesco de ITV Vera y al detective privado Karim Washington en la segunda temporada de la serie de Netflix The OA. De 2017 a 2019, apareció en las temporadas cuatro y cinco de la serie de televisión BBC One Peaky Blinders'. En 2020, protagonizó el papel de Malcolm X en la película de Amazon Studios One Night in Miami (2020).

## Primeros años y educación
Ben-Adir nació en Gospel Oak, Londres, Inglaterra, de madre afro-trinitense y padre caucásico británico. Asistió a la William Ellis School en Gospel Oak, al noroeste de Londres. Se graduó en la Guildhall School of Music and Drama en 2011.

## Carrera
En 2011, Ben-Adir actuó en la aclamada obra de Gillian Slovo The Riots en el Tricycle Theatre. En 2012, interpretó a Demetrius en Sueño de una noche de verano en el Regent's Park Open Air Theatre.
En 2013, interpretó a Borachio en la producción de Mark Rylance de Mucho ruido y pocas nueces en el Old Vic de Londres y también actuó en God's Property en el Soho Theatre.
En 2014, Ben-Adir actuó en la obra Estamos orgullosos de presentar una presentación sobre los herero de Namibia, antiguamente conocidos como el suroeste de África, del Sudwestafrika alemán, entre los años 1884-1915 en el Bush Theatre de Londres. Metro, Siobhan Murphy. La obra recibió críticas positivas.
Entre 2017 y 2019, Ben-Adir apareció en las series cuatro y cinco de la serie de televisión BBC One Peaky Blinders, interpretando el papel del coronel Ben Younger.
En 2020, Ben-Adir protagonizó el papel de Malcolm X en la película de Amazon Studios One Night in Miami dirigida por Regina King. Ben-Adir protagonizó junto a Eli Goree, Leslie Odom Jr y Aldis Hodge.
En marzo de 2021, Deadline Hollywood informó de que Ben-Adir se había unido a la serie Invasión secreta para Marvel Studios como villano principal.
En febrero de 2022, Ben-Adir iba a interpretar a Bob Marley en su biopic estrenado en 2024 llamado Bob Marley: One Love dirigido por Reinaldo Marcus Green.

## Filmografía

### Cine
| Año  | Título                           | Personaje         | Notas      |
| ---- | -------------------------------- | ----------------- | ---------- |
| 2012 | City Slacker                     | Thug              |            |
| 2013 | Guerra mundial Z                 | Officer Hawkins   | Uncredited |
| 2016 | Trespass Against Us              | Sampson           |            |
| 2017 | King Arthur: Legend of the Sword | Wet Stick         |            |
| 2018 | El pasajero                      | Agent Garcia      |            |
| 2019 | Noelle                           | Jake Hapman       |            |
| 2020 | One Night in Miami               | Malcolm X         |            |
| 2023 | Barbie                           | Ken baloncestista |            |
| 2024 | Bob Marley: One Love             | Bob Marley        |            |

### Televisión
| Año     | Título            | Personaje         | Notas                          |
| ------- | ----------------- | ----------------- | ------------------------------ |
| 2013    | Marple            | Errol             | Episode: A Caribbean Mystery   |
| 2016    | Midsomer Murders  | Bartholomew Hines | Episode: Saints and Sinners    |
| 2016    | Ordinary Lies     | Jake              | Episode: Jenna                 |
| 2017    | Death in Paradise | Irie Johnson      | Episode: The Impossible Murder |
| 2017    | Diana and I       | Russell           | Television movie               |
| 2014–18 | Vera              | Dr. Marcus Summer | Main cast (16 episodes)        |
| 2017–19 | Peaky Blinders    | Col. Ben Younger  | Main cast (5 episodes)         |
| 2018    | Deep State        | Khalid Walker     | Recurring cast (4 episodes)    |
| 2019    | The OA            | Karim Washington  | Main cast (6 episodes)         |
| 2020    | High Fidelity     | Russell McCormack | Recurring cast (7 episodes)    |
| 2020    | Love Life         | Grant             | Episode: The Person            |
| 2020    | The Comey Rule    | Barack Obama      | 2 episodes                     |
| 2020    | Soulmates         | Franklin          | Episode: Watershed             |
| 2023    | Secret Invasion   | Gravik            | Disney+ miniseries             |

### Teatro
| Año  | Título                     | Personaje | Notas                                  |
| ---- | -------------------------- | --------- | -------------------------------------- |
| 2011 | The Riots                  | Performer | Tricycle Theatre, London               |
| 2012 | A Midsummer's Night Dream  | Demetrius | Regent's Park Open Air Theatre, London |
| 2013 | Much Ado About Nothing     | Borachio  | The Old Vic, London                    |
| 2013 | God's Property             |           | Soho Theatre, London                   |
| 2014 | We Are Proud to Present... | Actor 2   | Bush Theatre, London                   |

## Premios y nominaciones
| Año  | Premio                                  | Categoría                            | Trabajo            | Resultado |
| ---- | --------------------------------------- | ------------------------------------ | ------------------ | --------- |
| 2021 | British Academy Film Awards             | Rising Star Award                    |                    |           |
| 2021 | Screen Actors Guild Award               | Outstanding Cast in a Motion Picture | One Night in Miami |           |
| 2021 | Independent Spirit Award                | Robert Altman Award                  | One Night in Miami |           |
| 2020 | Gotham Awards                           | Breakthrough Actor                   | One Night in Miami |           |
| 2020 | Chicago Film Critics Association Awards | Most Promising Performer             | One Night in Miami |           |
| 2020 | San Francisco Film Awards               | Outstanding Ensemble                 | One Night in Miami |           |
| 2020 | Atlantic Film Critics Circle            | Breakthrough Performer               | One Night in Miami |           |
| 2020 | Satellite Awards                        | Best Supporting Actor                | One Night in Miami |           |
| 2020 | Indiana Film Journalists Association    | Best Actor                           | One Night in Miami |           |